# I Walk the Line
I Walk the Line es el duodécimo álbum del cantante country Johnny Cash lanzado en 1964. Aparte de las nuevas versiones de las típicas canciones de Cash, hay un par de temas que llegaron al éxito y que él nunca había tocado hasta entonces.

## Canciones
1. I Walk the Line - 2:42
2. Bad News - 3:00
3. Folsom Prison Blues - 2:51
4. Give My Love to Rose - 2:40
5. Hey Porter - 2:14
6. I Still Miss Someone - 3:10
7. Understand Your Man - 2:45
8. Wreck of the Old '97 - 1:50
9. Still in Town - 2:37
10. Big River - 2:20
11. Goodbye Little Darlin' Goodbye - 2:14
12. Troublesome Waters - 3:51

## Personal
- Johnny Cash - Vocalista
- Luther Perkins - Guitarra Principal
- Norman Blake - Guitarra Acústica/Dobro
- Bob Johnson - Guitarra Acústica/Dobro
- Jack Clement - Guitarra Rítmica
- Marshall Grant - Bajo
- W.S. Holland - Percusión
- Bill Pursell - Piano
- Don Helms - Guitarra de Metal
- Karl Garvin - Trompeta
- Bill McElhiney - Trompeta
- Rufus Long - Flauta
- The Carter Family - Vocalistas de Fondo

## Tablas
Álbum - Billboard (América del Norte)
| Año  | Tabla           | Posición |
| ---- | --------------- | -------- |
| 1964 | Álbumes Country | 1        |
| 1964 | Álbumes Pop     | 53       |

Canciones - Billboard (América del Norte)
| Año  | Canción               | Tabla             | Posición |
| ---- | --------------------- | ----------------- | -------- |
| 1964 | "Understand Your Man" | Canciones country | 1        |
| 1964 | "Understand Your Man" | Canciones Pop     | 35       |
| 1964 | "Bad News"            | Canciones country | 8        |